# Ella Petersen
Ella Petersen var en dansk atlet medlem af Københavns IF. Hun satte 1932 dansk rekord i kuglestød med 8,83 meter.

## Personlig rekord
- Kuglestød: 9,39 1934
- Spydkast: 28,20 1933